# رودنباخ بای پودرباخ
رودنباخ بای پودرباخ (به آلمانی: Rodenbach bei Puderbach) یک شهر در آلمان است که در نویوید واقع شده‌است. رودنباخ بای پودرباخ ۶۵۹ نفر جمعیت دارد.